# پرش طول

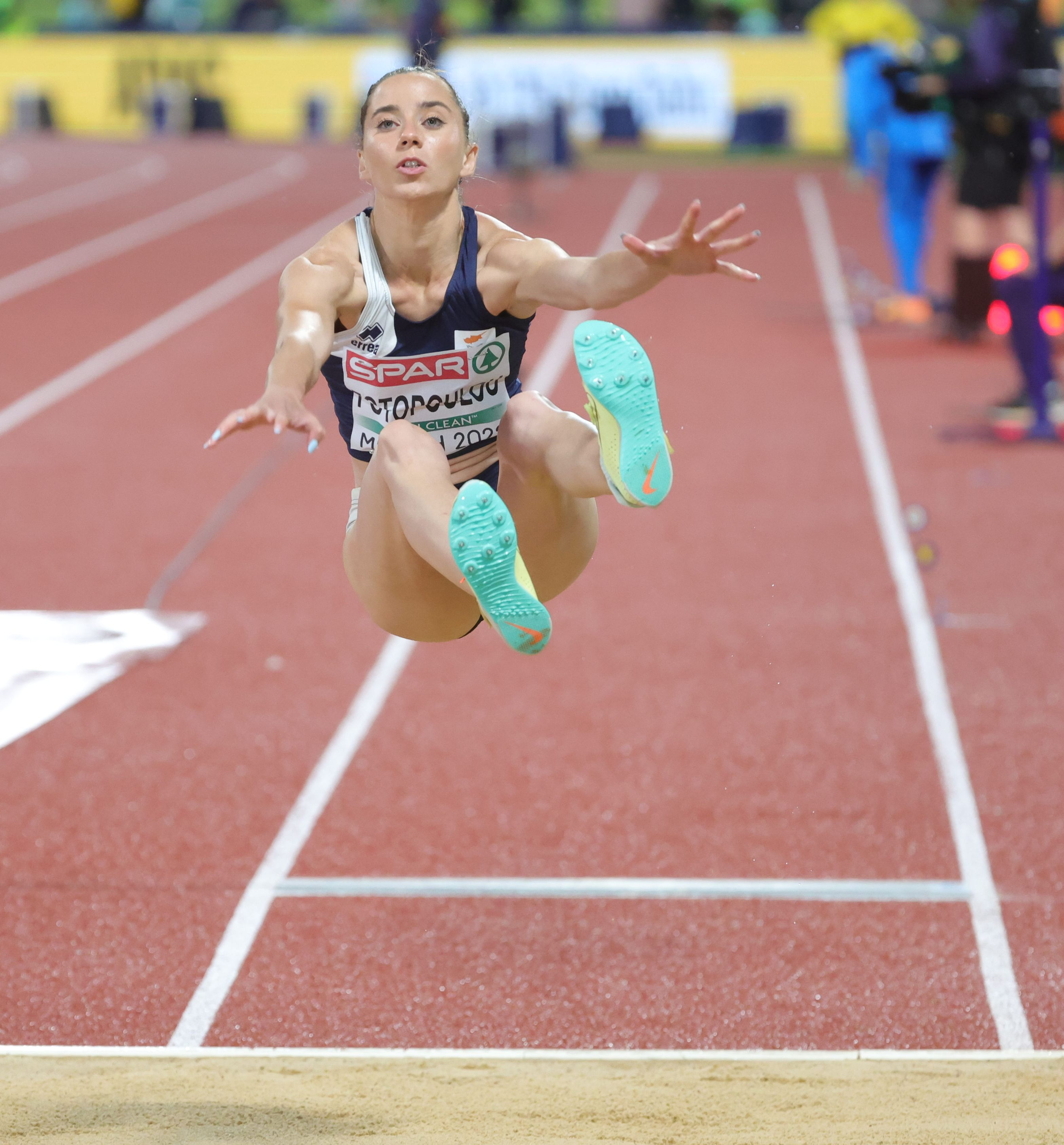
یک ورزشکار دختر در حال پرش طول

پرش طول یکی از رشته‌های دو و میدانی است که در آن ورزشکار باید با انجام دورخیز و سپس با یک گام پرش خود را انجام بدهد محوطهٔ دورخیز
که به باند دورخیز نیز موسوم است باید حداقل دارای طولی به مسافت ۴۰ متر و در صورت امکان ۴۵ متر باشد. عرض باند دورخیز حداقل ۲۲/۱ متر و حداکثر ۲۵/۱ متر است که با دو خط به عرض ۵ سانتی‌متر و به رنگ سفید مشخص می‌شود.. این رشته از سال ۱۸۹۶ برای مردان و از سال ۱۹۴۸ برای زنان وارد بازی‌های المپیک تابستانی شده است رکورد المپیک این ماده در اختیار باب بیمون با۸مترو۹۰سانتی متراست که درالمپیک ۱۹۶۸مکزیکوسیتی به ثبت رسیده است

## رکوردها
| رکورد             | نام ورزشکار       | ملیت   | رکورد    | سال  |
| ----------------- | ----------------- | ------ | -------- | ---- |
| رکورد جهانی مردان | مایک پاول         | آمریکا | ۸٫۹۵ متر | ۱۹۹۱ |
| رکورد جهانی زنان  | گالینا چیستیاکووا | شوروی  | ۷٫۵۲ متر | ۱۹۸۸ |
| رکورد المپیک زنان | جکی جوینر-کرسی    | آمریکا | ۷٫۴۰ متر | ۱۹۸۸ |

## قوانین
در سطح پیشرفته، ورزشکار روی سطحی صاف شروع به دویدن می‌کنند و آخرین گام خود را پیش از خط گذاشته و پرش خود را انجام می‌دهند. در صورتی که گام ورزشکار از خط خطا بگذرد پرش خطا محسوب شده و رکوردی ثبت نمی‌شود. برای تشخیص این موضوع از مقداری پلاستی‌سین (خمیری چرب و شکل‌پذیر) پس از خط خطا استفاده می‌کنند. ورزشکار می‌تواند از هر نقطه‌ای پیش از خط خطا پرش خود را آغاز کند ولی طول پرش را از پایان خط خطا تا نزدیکترین نقطه‌ای که بدن ورزشکار به زمین شنی اصابت کرده محاسبه می‌کنند.

### نمودار پیشرفت رکوردهای جهانی

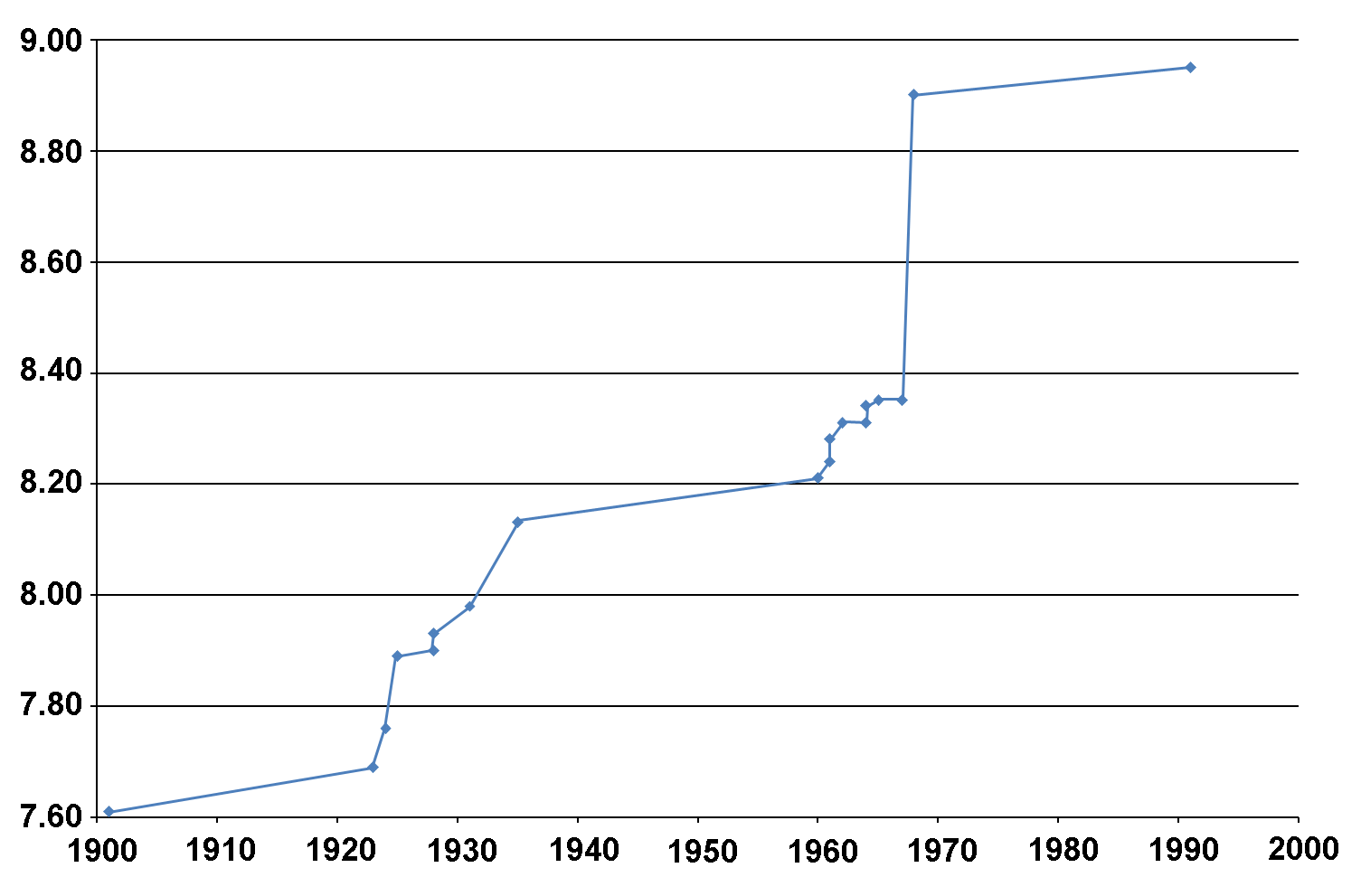